# تومي بيل (لاعب كرة قدم أمريكية)
تومي بيل (بالإنجليزية: Tommy Bell)‏ هو لاعب كرة قدم أمريكية أمريكي، ولد في 10 يوليو 1932 في ذا برونكس في الولايات المتحدة.